# Gen-Iti Koidzumi
Pour les articles homonymes, voir Koizumi (homonymie).
Gen-ichi Koidzumi (小泉 源一, Koizumi Gen'ichi, 1883–1953) est un botaniste japonais, auteur de plusieurs articles et monographies sur la phytogéographie, notamment sur les roses et Prunoideae, (Rosaceae), érables (Aceraceae), mûriers (genre Morus), et bien d'autres plantes. Son nom est parfois translittéré comme Gen'ichi ou Gen-Iti... ou Koizumi.

## Publications
- Plants of Jaluit Island (Pacific surveys report / U.S. Army, Corps of Engineers, Far East), 1956.
- The Big Button Palm which produces the ivory nut ([Reports] - USGS, Pacific Geological Surveys), 1952.
- Florae Symbolae Orientali-Asiaticae sive Contributions to the Knowledge of the Flora of Eastern Asia, Kyoto, Japan, 115 pp., 1930.
- Plantae Novae Amami-Ohsimensis nec non Insularum adjacentium : 1 Phytogeographical notes on the flora of the Loochoo Archipelago. 2 Description of new species. 19 pp., 1928.